# Ernie Brandts
Ernie Brandts (Nieuw-Dijk, Gelderland 1956. február 3. –) 28-szoros holland válogatott, világbajnoki ezüstérmes labdarúgó, hátvéd, edző, az FC Dordrecht vezetőedzője.

## Pályafutása

### A válogatottban
1977 és 1985 között 28 alkalommal szerepelt a holland válogatottban és öt gólt szerzett. Tagja volt az 1978-as argentínai világbajnokságon ezüstérmet szerzett csapatnak.

## Sikerei, díjai

### Játékosként
- Világbajnokság
  - ezüstérmes: 1978 - Argentína
- Holland bajnokság
  - bajnok: 1977–78, 1985–86
- Holland kupa
  - győztes: 1978
- UEFA-kupa
  - győztes: 1977–78

## Statisztika

### Mérkőzései a holland válogatottban
| Hollandia | Hollandia            | Hollandia                               | Hollandia     | Hollandia | Hollandia     | Hollandia     | Hollandia | Hollandia |
| #         | Dátum                | Helyszín                                | Hazai         | Eredmény  | Vendég        | Kiírás        | Gólok     | Esemény   |
| --------- | -------------------- | --------------------------------------- | ------------- | --------- | ------------- | ------------- | --------- | --------- |
| 1.        | 1977. október 5.     | Rotterdam, Feijenoord Stadion           | Hollandia     | 0 – 0     | Szovjetunió   | barátságos    | -         | 62'       |
| 2.        | 1978. június 14.     | Córdoba, Estadio Chateau Carreras (ARG) | Ausztria      | 1 – 5     | Hollandia     | vb-középdöntő | 1         | 6' 65'    |
| 3.        | 1978. június 18.     | Córdoba, Estadio Chateau Carreras (ARG) | NSZK          | 2 – 2     | Hollandia     | vb-középdöntő | -         |           |
| 4.        | 1978. június 21.     | Buenos Aires, Estadio Monumental (ARG)  | Olaszország   | 1 – 2     | Hollandia     | vb-középdöntő | 1         | 19' 79'   |
| 5.        | 1978. június 25.     | Buenos Aires, Estadio Monumental        | Argentína     | 3 – 1     | Hollandia     | vb-döntő      | -         |           |
| 6.        | 1978. szeptember 20. | Nijmegen, Goffertstadion                | Hollandia     | 3 – 0     | Izland        | Eb-selejtező  | 1         | 53'       |
| 7.        | 1978. október 11.    | Bern, Wankdorfstadion                   | Svájc         | 1 – 3     | Hollandia     | Eb-selejtező  | 1         | 67'       |
| 8.        | 1978. november 15.   | Rotterdam, Feijenoord Stadion           | Hollandia     | 3 – 0     | NDK           | Eb-selejtező  | -         |           |
| 9.        | 1978. december 20.   | Düsseldorf, Rheinstadion                | NSZK          | 3 – 1     | Hollandia     | barátságos    | -         |           |
| 10.       | 1979. február 24.    | Milánó, Giuseppe Meazza Stadion         | Olaszország   | 3 – 0     | Hollandia     | barátságos    | -         | 46'       |
| 11.       | 1979. március 28.    | Eindhoven, Philips Sportpark            | Hollandia     | 3 – 0     | Svájc         | Eb-selejtező  | -         |           |
| 12.       | 1979. május 2.       | Chorzów, Stadion Śląski                 | Lengyelország | 2 – 0     | Hollandia     | Eb-selejtező  | -         |           |
| 13.       | 1979. szeptember 5.  | Reykjavík, Laugardalsvöllur             | Izland        | 0 – 4     | Hollandia     | Eb-selejtező  | -         |           |
| 14.       | 1979. szeptember 26. | Rotterdam, Feijenoord Stadion           | Hollandia     | 1 – 0     | Belgium       | barátságos    | -         | 62'       |
| 15.       | 1979. október 17.    | Amszterdam, Olimpiai Stadion            | Hollandia     | 1 – 1     | Lengyelország | Eb-selejtező  | -         | 46'       |
| 16.       | 1979. november 21.   | Lipcse, Zentralstadion                  | NDK           | 2 – 3     | Hollandia     | Eb-selejtező  | -         | 67'       |
| 17.       | 1980. január 23.     | Vigo, Estadio de Balaídos               | Spanyolország | 1 – 0     | Hollandia     | barátságos    | -         | 48'       |
| 18.       | 1980. szeptember 10. | Dublin, Lansdowne Road                  | Írország      | 2 – 1     | Hollandia     | vb-selejtező  | -         |           |
| 19.       | 1980. október 11.    | Eindhoven, Philips Sportpark            | Hollandia     | 1 – 1     | NSZK          | barátságos    | 1         | 40'       |
| 20.       | 1980. november 19.   | Brüsszel, Heysel Stadion                | Belgium       | 1 – 0     | Hollandia     | vb-selejtező  | -         |           |
| 21.       | 1980. december 30.   | Montevideo, Estadio Centenario          | Uruguay       | 2 – 0     | Hollandia     | Mundialito    | -         |           |
| 22.       | 1981. január 6.      | Montevideo, Estadio Centenario (URU)    | Olaszország   | 1 – 1     | Hollandia     | Mundialito    | -         |           |
| 23.       | 1981. szeptember 9.  | Rotterdam, Feijenoord Stadion           | Hollandia     | 2 – 2     | Írország      | vb-selejtező  | -         |           |
| 24.       | 1984. november 14.   | Bécs, Gerhard Hanappi Stadion           | Ausztria      | 1 – 0     | Hollandia     | vb-selejtező  | -         |           |
| 25.       | 1984. december 23.   | Nicosia, Makário Stadion                | Ciprus        | 0 – 1     | Hollandia     | vb-selejtező  | -         |           |
| 26.       | 1985. február 27.    | Amszterdam, Stadion De Meer             | Hollandia     | 7 – 1     | Ciprus        | vb-selejtező  | -         |           |
| 27.       | 1985. május 1.       | Rotterdam, Feijenoord Stadion           | Hollandia     | 1 – 1     | Ausztria      | vb-selejtező  | -         |           |
| 28.       | 1985. szeptember 4.  | Heerenveen, Abe Lenstra Stadion         | Hollandia     | 1 – 0     | Bulgária      | barátságos    | -         | 46'       |
|           | Összesen             |                                         |               | 28        | mérkőzés      |               | 5         | gól       |